# A Singles Collection
A Singles Collection – kolekcja utworów tytułowych najlepszych singli zespołu Marillion. Wydana również na kasetach VHS.

## Lista utworów
1. Cover My Eyes
2. Kayleigh
3. Easter
4. Warm Wet Circles
5. The Uninvited Guest
6. Assassing
7. Hooks in You
8. Garden Party
9. No One Can
10. Incommunicado
11. Dry Land
12. Lavender
13. I Will Walk on Water
14. Sympathy

## Single
- "Sympathy"
- "No One Can"